# Spizocorys personata
Spizocorys personata е вид птица от семейство Чучулигови (Alaudidae).

## Разпространение
Видът е разпространен в Етиопия и Кения.